# See Red Women's Workshop
See Red Women's Workshop була колективною студією трафаретного друку, яка працювала між 1974 і 1990 роками в Лондоні, Англія.  Друкарня була під керівництвом феміністичного колективу та створювала матеріали, спрямовані на боротьбу з сексистськими зображеннями жінок і сприяння візуальній культурі Жіночого визвольного руху. Майстерню заснували Пру Стівенсон, Джулія Франко та Сьюзі Макі. За 16 років до семінару долучилося більше 40 жінок. Вони виготовили різноманітну друковану продукцію, насамперед постери, а також календарі та футболки.
У 1990 році майстерня припинила свою діяльність через фінансові труднощі. Частково це було спричинено змінами в поліграфічній індустрії. Вартість трафаретного друку зросла, і випуск друкованої продукції більше не покривав витрат.

## Теми
Теми, порушені в плакатах See Red, були тісно пов'язані з феміністичними проблемами, але вони були дуже різноманітними. Вони включали такі репродуктивні права, жіночі притулки, звільнення жінок, расизм, соціалістичний фемінізм, насильство проти жінок, права чорношкірих жінок, підтримка ув'язнених жінок і права лесбійок. 

## Фінансування
Семінар спочатку фінансувався за рахунок продажу друкованих матеріалів та пожертвувань громади. Цього ледве вистачало, щоб покрити рахунки, і майстерня часто опинялася в становищі, що зверталася за коштами до жіночого руху та окремих прихильниць. Між 1982 і 1986 роками See Red фінансувався Радою Southwark, контрольованою лейбористами, і новоствореним Жіночим комітетом Ради Великого Лондона. Фінансування дозволило учасницям виплачувати заробітну плату та вдосконалювати друкарське обладнання.

## Обладнання
Початкове обладнання було досить простим. Перші плакати друкувалися трафаретним методом з використанням паперових трафаретів або блокування. Ці методи були обрані через їхню простоту, адже вимагали мінімум обладнання, що дозволяло відкривати цех майже в будь-якому місці. До 1978 року майстерня отримала темну кімнату і почала включати фотографії у свої проєкти.

## Місцезнаходження
Майстерня неодноразово змінювала свої локації. Вона була заснована за адресою Камден Роуд, 18, у Лондоні, в приміщенні, яке займала Асоціація орендарів Камдена. У 1975 році майстерня переїхала до Жіночого центру Південного Лондона, що знаходився в сквоті на Раднор-Террас біля Саут-Ламбет-роуд, Воксхолл. З 1977 по 1984 рік вона орендувала приміщення в Iliffe Yard, занедбаному дворі поблизу Walworth Road у південному Лондоні. Феміністська офсетна друкарня Women in Print розташовувалася навпроти, і обидві групи ділили темну кімнату. Останній переїзд, разом із «Жінками в друку», відбувся в 1984 році до приміщення, яке належало Раді Саутворка, неподалік від автозаправної станції на Камбервелл-роуд.
Майстерню неодноразово атакував Національний фронт, фашистська політична група прихильників переваг білої раси.